# Androcorys ophioglossoides
Androcorys ophioglossoides är en orkidéart som beskrevs av Rudolf Schlechter. Androcorys ophioglossoides ingår i släktet Androcorys och familjen orkidéer. Inga underarter finns listade i Catalogue of Life.